# Jens Krause (Moderator)
Jens Krause (* in Hannover) ist ein deutscher Hörfunkmoderator und früherer Programmchef des Hamburger Privatsenders Magic FM, der sich heute Hamburg Zwei nennt.
Von 1980 bis 1984 arbeitete er bei NDR 1 Niedersachsen und danach bei verschiedenen Sendern, u. a. von 1997 bis 1998 als Programmchef bei Magic FM, als Moderator bei Antenne Niedersachsen und Ende der 1980er Jahre bei radio ffn. Seit Sommer 1998 ist er wieder beim NDR tätig. Jahrelang moderierte er im Tagesprogramm bei NDR 1 Niedersachsen. Seit 2021 moderiert er dort nur noch gelegentlich am Wochenende, meistens ist er beim Sender NDR Schlager zu hören, der im selben Funkhaus in Hannover beheimatet ist.
Jens Krause ist verheiratet.